# Кінтанілья-де-ла-Мата
Кінтанілья-де-ла-Мата (ісп. Quintanilla de la Mata) — муніципалітет в Іспанії, у складі автономної спільноти Кастилія-і-Леон, у провінції Бургос. Населення — 143 особи (2010).
Муніципалітет розташований на відстані близько 170 км на північ від Мадрида, 41 км на південь від Бургоса.

## Демографія
Динаміка населення (INE ):